# Турах
Турах (чув. Турӑх) — разновидность кисломолочного напитка, получаемого из молока с помощью смеси молочнокислых стрептококков и ацидофильной палочки. Является национальным продуктом чувашского народа. Также из напитка турах, путём разбавления родниковой водой и добавления соли, делают уйран (айран) для утоления жажды. У верховых чувашей турах по вкусу напоминает катык. У некоторых же чувашей из Татарстана этот продукт сильно отличается, напоминая вкусом греческий йогурт — является густым кислым напитком, который долго не портится и при этом сохраняет все полезные свойства.

## Способ приготовления
Цельное молоко жирностью около 4,0 % нагревают до 95-98° и выдерживают в течение 3-4 ч до побурения. Затем его охлаждают до 27-30° и вносят закваску (5 % от массы молока), состоящую из смеси молочнокислых стрептококков и ацидофильной палочки в соотношении 10:1.
Сквашивание продолжается в течение 12-14 ч. Полученный продукт напоминает ряженку или варенец, но отличается более тягучей консистенцией и кислотностью до 120° Т. Расфасовывают турах в 0,5-литровые бутылки с укупоркой.
В домашних условиях его приготавливают в кринках, нагревают в русской печи, затем охлаждают и вносят закваску от предыдущего тураха (кислого молока). Кринку с молоком укутывают тканью для сохранения тепла на период свертывания, сгусток отвердевает.